# Махлис, Исаак Петрович
Исаа́к Петро́вич Ма́хлис (13 марта 1893, Кременчуг, Полтавская губерния — 6 сентября 1958, Москва) — советский художник.

## Биография
Родился 1 [13] марта 1893 года в Кременчуге. В 1911 году окончил художественное училище в Харькове, потом уехал в Париж, учился искусству в частных мастерских. В 1914 году начал работать в театре, творческий дебют в кино состоялся в 1917 году у А. Ханжонкова. С 1927 года работал на Ленинградской фабрике «Совкино» (впоследствии — «Ленфильм»).
Был арестован 24 марта 1937 года. В мае 1938 года приговорён к десяти годам лагерей с последующим поражением в правах на пять лет. Отбывал срок на Колыме. В статусе заключённого участвовал в оформлении нового здания и спектаклей Магаданского музыкального и драматического театра имени М. Горького. Был освобождён в декабре 1943 года.
Автор более полусотни графических шаржей на коллег кинематографистов, среди которых: Г. Козинцев, С. Эйзенштейн, Братья Васильевы, а также В. Мейерхольд, С. Михоэлс, Максим Горький и другие. Большинство рисунков, акварелей, эскизов декораций и костюмов художника хранятся в ЦГАЛИ Санкт-Петербурга.
Похоронен на Серафимовское кладбище в Санкт-Петербурге.

### Семья
Был женат на Ольге Михайловне Гольдберг-Шиллингер (1896—1982), актрисе, педагоге. Сын — Азарий Исаакович Махлис (1921—?).

## Фильмография
- 1925 — Бывшие люди
- 1925 — Глушь Поволжская
- 1925 — Жена предревкома
- 1925 — Первые огни
- 1926 — Абрек Заур / Сын гор
- 1926 — Господа Скотинины
- 1926 — Два дыма / Ледоход / Девушка-герой / Рождённые бурей
- 1926 — Крестовик
- 1926 — Не всё коту масленица / Лавр Дубовик / Ведьмин надел / В бурные годы
- 1926 — Отец (короткометражный)
- 1926 — По закону / Трое
- 1927 — Его превосходительство / Губернатор и сапожник / Гирш Леккерт
- 1927 — Северная любовь
- 1928 — Каан-Кэрэдэ / Крылатый бог / Жертвы крылатого бога
- 1928 — Норд-Ост
- 1929 — Каин и Артём (совм. с Н. Суворовым)
- 1929 — Ледяная судьба / В бухте золотых песцов»
- 1930 — Поворот / Земля горит
- 1930 — Спящая красавица
- 1930 — Человек из местечка
- 1931 — Высота 88,5
- 1932 — Возвращение Нейтана Беккера
- 1932 — Счастье / Арестант №1105 / Ветер с Востока
- 1933 — Первая любовь
- 1934 — Чапаев
- 1934 — Женитьба Яна Кнукке
- 1935 — Граница / Старое Дудино (совм. с Е. Хигером)
- 1935 — Инженер Гоф / Земля впереди
- 1936 — Юность поэта
- 1937 — Женитьба
- 1945 — Небесный тихоход
- 1947 — Золушка (совм. с Н. Акимовым)
- 1947 — Солистка балета
- 1949 — Александр Попов
- 1951 — Наши песни (не был завершён)
- 1953 — Званый ужин / Разбитые мечты